# Tour de Wallonie 2023
Tour de Wallonie 2023 var den 50. udgave af det belgiske etapeløb Tour de Wallonie. Cykelløbets fem etaper blev kørt i Vallonien fra 22. til 26. juli 2023. Løbet var en del af UCI ProSeries 2023. Løbets to første etaper blev kørt samtidig med afslutningen på Tour de France.
Italienske Filippo Ganna fra Ineos Grenadiers vandt løbet samlet, efter at han havde vundet 1. og 4. etape. Holdkammerat Joshua Tarling kom på en samlet andenplads. 

## Etaperne
| Etape    | Dato     | Start – Mål                | type          | Afstand (km) | Elevation (m) | Etapevinder    | Førende rytter |
| -------- | -------- | -------------------------- | ------------- | ------------ | ------------- | -------------- | -------------- |
| 1. etape | 22. jul. | Huy – Hamoir               | kuperet etape | 189,6        | 2.666 m       | Filippo Ganna  | Filippo Ganna  |
| 2. etape | 23. jul. | Saint-Ghislain – Walcourt  | flad etape    | 179,7        | 2.337 m       | Arnaud De Lie  | Arnaud De Lie  |
| 3. etape | 24. jul. | Thuin – Mont-Saint-Guibert | flad etape    | 186,8        | 2.139 m       | Timo Kielich   | Timo Kielich   |
| 4. etape | 25. jul. | Mons – Mons                | enkeltstart   | 32,7         | 280 m         | Filippo Ganna  | Filippo Ganna  |
| 5. etape | 26. jul. | Banneux – Aubel            | kuperet etape | 197,5        | 3.326 m       | Andrea Bagioli | Filippo Ganna  |

### 1. etape
| Huy - Hamoir | kuperet etape | (189,6 km) |

| \| Etaperesultat \| Etaperesultat \| Etaperesultat \| Etaperesultat \| Etaperesultat \| \| Rytter \| Rytter \| Hold \| Tid \| \| \| ------------- \| ----------------- \| ------------------------ \| ------------- \| ------------- \| \| 1. \| Filippo Ganna \| Ineos Grenadiers \| 4t 39' 37" \| \| \| 2. \| Davide Ballerini \| Soudal Quick-Step \| + 0" \| \| \| 3. \| Arne Marit \| Intermarché-Circus-Wanty \| + 0" \| \| \| 4. \| Elia Viviani \| Ineos Grenadiers \| + 0" \| \| \| 5. \| Robert Stannard \| Alpecin-Deceuninck \| + 0" \| \| \| 6. \| Edward Theuns \| Lidl-Trek \| + 0" \| \| \| 7. \| Timo Kielich \| Alpecin-Deceuninck \| + 0" \| \| \| 8. \| Tom Van Asbroeck \| Israel-Premier Tech \| + 0" \| \| \| 9. \| Clément Venturini \| AG2R Citroën Team \| + 0" \| \| \| 10. \| Giacomo Nizzolo \| Israel-Premier Tech \| + 0" \| \| |                   |                          |            |
| |                   |                          |            |
| Kilde: ProCyclingStats |                   |                          |            |
| Etaperesultat |                   |                          |            |
| Rytter | Rytter            | Hold                     | Tid        |
| 1. | Filippo Ganna     | Ineos Grenadiers         | 4t 39' 37" |
| 2. | Davide Ballerini  | Soudal Quick-Step        | + 0"       |
| 3. | Arne Marit        | Intermarché-Circus-Wanty | + 0"       |
| 4. | Elia Viviani      | Ineos Grenadiers         | + 0"       |
| 5. | Robert Stannard   | Alpecin-Deceuninck       | + 0"       |
| 6. | Edward Theuns     | Lidl-Trek                | + 0"       |
| 7. | Timo Kielich      | Alpecin-Deceuninck       | + 0"       |
| 8. | Tom Van Asbroeck  | Israel-Premier Tech      | + 0"       |
| 9. | Clément Venturini | AG2R Citroën Team        | + 0"       |
| 10. | Giacomo Nizzolo   | Israel-Premier Tech      | + 0"       |

| \| Samlede stilling \| Samlede stilling \| Samlede stilling \| Samlede stilling \| Samlede stilling \| \| Rytter \| Rytter \| Hold \| Tid \| \| \| ---------------- \| ---------------- \| ------------------------ \| ---------------- \| ---------------- \| \| 1. \| Filippo Ganna \| Ineos Grenadiers \| 4t 39' 37" \| \| \| 2. \| Davide Ballerini \| Soudal Quick-Step \| + 4" \| \| \| 3. \| Arne Marit \| Intermarché-Circus-Wanty \| + 6" \| \| \| 4. \| Loïc Vliegen \| Intermarché-Circus-Wanty \| + 7" \| \| \| 5. \| Mathias Vacek \| Lidl-Trek \| + 8" \| \| \| 6. \| Ewen Costiou \| Arkéa-Samsic \| + 9" \| \| \| 7. \| Elia Viviani \| Ineos Grenadiers \| + 10" \| \| \| 8. \| Robert Stannard \| Alpecin-Deceuninck \| + 10" \| \| \| 9. \| Edward Theuns \| Lidl-Trek \| + 10" \| \| \| 10. \| Timo Kielich \| Alpecin-Deceuninck \| + 10" \| \| |                  |                          |            |
| |                  |                          |            |
| Kilde: ProCyclingStats |                  |                          |            |
| Samlede stilling |                  |                          |            |
| Rytter | Rytter           | Hold                     | Tid        |
| 1. | Filippo Ganna    | Ineos Grenadiers         | 4t 39' 37" |
| 2. | Davide Ballerini | Soudal Quick-Step        | + 4"       |
| 3. | Arne Marit       | Intermarché-Circus-Wanty | + 6"       |
| 4. | Loïc Vliegen     | Intermarché-Circus-Wanty | + 7"       |
| 5. | Mathias Vacek    | Lidl-Trek                | + 8"       |
| 6. | Ewen Costiou     | Arkéa-Samsic             | + 9"       |
| 7. | Elia Viviani     | Ineos Grenadiers         | + 10"      |
| 8. | Robert Stannard  | Alpecin-Deceuninck       | + 10"      |
| 9. | Edward Theuns    | Lidl-Trek                | + 10"      |
| 10. | Timo Kielich     | Alpecin-Deceuninck       | + 10"      |

### 2. etape
| Saint-Ghislain - Walcourt | flad etape | (179,7 km) |

| \| Etaperesultat \| Etaperesultat \| Etaperesultat \| Etaperesultat \| Etaperesultat \| \| Rytter \| Rytter \| Hold \| Tid \| \| \| ------------- \| ---------------- \| ------------------ \| ------------- \| ------------- \| \| 1. \| Arnaud De Lie \| Lotto Dstny \| 4t 15' 30" \| \| \| 2. \| Thibau Nys \| Lidl-Trek \| + 0" \| \| \| 3. \| Timo Kielich \| Alpecin-Deceuninck \| + 0" \| \| \| 4. \| Elia Viviani \| Ineos Grenadiers \| + 0" \| \| \| 5. \| Davide Ballerini \| Soudal Quick-Step \| + 0" \| \| \| 6. \| Stefano Oldani \| Alpecin-Deceuninck \| + 0" \| \| \| 7. \| Robert Stannard \| Alpecin-Deceuninck \| + 0" \| \| \| 8. \| Edward Theuns \| Lidl-Trek \| + 0" \| \| \| 9. \| Kenneth Van Rooy \| Bingoal WB \| + 0" \| \| \| 10. \| Marco Tizza \| Bingoal WB \| + 0" \| \| |                  |                    |            |
| |                  |                    |            |
| Kilde: ProCyclingStats |                  |                    |            |
| Etaperesultat |                  |                    |            |
| Rytter | Rytter           | Hold               | Tid        |
| 1. | Arnaud De Lie    | Lotto Dstny        | 4t 15' 30" |
| 2. | Thibau Nys       | Lidl-Trek          | + 0"       |
| 3. | Timo Kielich     | Alpecin-Deceuninck | + 0"       |
| 4. | Elia Viviani     | Ineos Grenadiers   | + 0"       |
| 5. | Davide Ballerini | Soudal Quick-Step  | + 0"       |
| 6. | Stefano Oldani   | Alpecin-Deceuninck | + 0"       |
| 7. | Robert Stannard  | Alpecin-Deceuninck | + 0"       |
| 8. | Edward Theuns    | Lidl-Trek          | + 0"       |
| 9. | Kenneth Van Rooy | Bingoal WB         | + 0"       |
| 10. | Marco Tizza      | Bingoal WB         | + 0"       |

| \| Samlede stilling \| Samlede stilling \| Samlede stilling \| Samlede stilling \| Samlede stilling \| \| Rytter \| Rytter \| Hold \| Tid \| \| \| ---------------- \| ---------------- \| ------------------------ \| ---------------- \| ---------------- \| \| 1. \| Arnaud De Lie \| Lotto Dstny \| 8t 55' 07" \| \| \| 2. \| Filippo Ganna \| Ineos Grenadiers \| + 0" \| \| \| 3. \| Davide Ballerini \| Soudal Quick-Step \| + 4" \| \| \| 4. \| Sander De Pestel \| Team Flanders-Baloise \| + 4" \| \| \| 5. \| Thibau Nys \| Lidl-Trek \| + 4" \| \| \| 6. \| Mathias Vacek \| Lidl-Trek \| + 5" \| \| \| 7. \| Arne Marit \| Intermarché-Circus-Wanty \| + 6" \| \| \| 8. \| Timo Kielich \| Alpecin-Deceuninck \| + 6" \| \| \| 9. \| Laurenz Rex \| Intermarché-Circus-Wanty \| + 7" \| \| \| 10. \| Loïc Vliegen \| Intermarché-Circus-Wanty \| + 7" \| \| |                  |                          |            |
| |                  |                          |            |
| Kilde: ProCyclingStats |                  |                          |            |
| Samlede stilling |                  |                          |            |
| Rytter | Rytter           | Hold                     | Tid        |
| 1. | Arnaud De Lie    | Lotto Dstny              | 8t 55' 07" |
| 2. | Filippo Ganna    | Ineos Grenadiers         | + 0"       |
| 3. | Davide Ballerini | Soudal Quick-Step        | + 4"       |
| 4. | Sander De Pestel | Team Flanders-Baloise    | + 4"       |
| 5. | Thibau Nys       | Lidl-Trek                | + 4"       |
| 6. | Mathias Vacek    | Lidl-Trek                | + 5"       |
| 7. | Arne Marit       | Intermarché-Circus-Wanty | + 6"       |
| 8. | Timo Kielich     | Alpecin-Deceuninck       | + 6"       |
| 9. | Laurenz Rex      | Intermarché-Circus-Wanty | + 7"       |
| 10. | Loïc Vliegen     | Intermarché-Circus-Wanty | + 7"       |

### 3. etape
| Thuin - Mont-Saint-Guibert | flad etape | (186,8 km) |

| \| Etaperesultat \| Etaperesultat \| Etaperesultat \| Etaperesultat \| Etaperesultat \| \| Rytter \| Rytter \| Hold \| Tid \| \| \| ------------- \| ----------------- \| ------------------------ \| ------------- \| ------------- \| \| 1. \| Timo Kielich \| Alpecin-Deceuninck \| 4t 28' 57" \| \| \| 2. \| Florian Sénéchal \| Soudal Quick-Step \| + 0" \| \| \| 3. \| Simone Consonni \| Cofidis \| + 0" \| \| \| 4. \| Arnaud De Lie \| Lotto Dstny \| + 0" \| \| \| 5. \| Jake Stewart \| Groupama-FDJ \| + 0" \| \| \| 6. \| Paul Lapeira \| AG2R Citroën Team \| + 0" \| \| \| 7. \| Marco Tizza \| Bingoal WB \| + 0" \| \| \| 8. \| Stan Van Tricht \| Soudal Quick-Step \| + 0" \| \| \| 9. \| Lorenzo Rota \| Intermarché-Circus-Wanty \| + 0" \| \| \| 10. \| Filippo Baroncini \| Lidl-Trek \| + 0" \| \| |                   |                          |            |
| |                   |                          |            |
| Kilde: ProCyclingStats |                   |                          |            |
| Etaperesultat |                   |                          |            |
| Rytter | Rytter            | Hold                     | Tid        |
| 1. | Timo Kielich      | Alpecin-Deceuninck       | 4t 28' 57" |
| 2. | Florian Sénéchal  | Soudal Quick-Step        | + 0"       |
| 3. | Simone Consonni   | Cofidis                  | + 0"       |
| 4. | Arnaud De Lie     | Lotto Dstny              | + 0"       |
| 5. | Jake Stewart      | Groupama-FDJ             | + 0"       |
| 6. | Paul Lapeira      | AG2R Citroën Team        | + 0"       |
| 7. | Marco Tizza       | Bingoal WB               | + 0"       |
| 8. | Stan Van Tricht   | Soudal Quick-Step        | + 0"       |
| 9. | Lorenzo Rota      | Intermarché-Circus-Wanty | + 0"       |
| 10. | Filippo Baroncini | Lidl-Trek                | + 0"       |

| \| Samlede stilling \| Samlede stilling \| Samlede stilling \| Samlede stilling \| Samlede stilling \| \| Rytter \| Rytter \| Hold \| Tid \| \| \| ---------------- \| ---------------- \| ------------------------ \| ---------------- \| ---------------- \| \| 1. \| Timo Kielich \| Alpecin-Deceuninck \| 13t 23' 59" \| \| \| 2. \| Arnaud De Lie \| Lotto Dstny \| + 4" \| \| \| 3. \| Filippo Ganna \| Ineos Grenadiers \| + 4" \| \| \| 4. \| Davide Ballerini \| Soudal Quick-Step \| + 8" \| \| \| 5. \| Thibau Nys \| Lidl-Trek \| + 8" \| \| \| 6. \| Florian Sénéchal \| Soudal Quick-Step \| + 8" \| \| \| 7. \| Sander De Pestel \| Team Flanders-Baloise \| + 8" \| \| \| 8. \| Simone Consonni \| Cofidis \| + 10" \| \| \| 9. \| Arne Marit \| Intermarché-Circus-Wanty \| + 10" \| \| \| 10. \| Brent Van Moer \| Lotto Dstny \| + 11" \| \| |                  |                          |             |
| |                  |                          |             |
| Kilde: ProCyclingStats |                  |                          |             |
| Samlede stilling |                  |                          |             |
| Rytter | Rytter           | Hold                     | Tid         |
| 1. | Timo Kielich     | Alpecin-Deceuninck       | 13t 23' 59" |
| 2. | Arnaud De Lie    | Lotto Dstny              | + 4"        |
| 3. | Filippo Ganna    | Ineos Grenadiers         | + 4"        |
| 4. | Davide Ballerini | Soudal Quick-Step        | + 8"        |
| 5. | Thibau Nys       | Lidl-Trek                | + 8"        |
| 6. | Florian Sénéchal | Soudal Quick-Step        | + 8"        |
| 7. | Sander De Pestel | Team Flanders-Baloise    | + 8"        |
| 8. | Simone Consonni  | Cofidis                  | + 10"       |
| 9. | Arne Marit       | Intermarché-Circus-Wanty | + 10"       |
| 10. | Brent Van Moer   | Lotto Dstny              | + 11"       |

### 4. etape
| Mons - Mons | enkeltstart | (32,7 km) |

| \| Etaperesultat \| Etaperesultat \| Etaperesultat \| Etaperesultat \| Etaperesultat \| \| Rytter \| Rytter \| Hold \| Tid \| \| \| ------------- \| ------------------- \| ------------------ \| ------------- \| ------------- \| \| 1. \| Filippo Ganna \| Ineos Grenadiers \| 38' 01" \| \| \| 2. \| Joshua Tarling \| Ineos Grenadiers \| + 8" \| \| \| 3. \| Connor Swift \| Ineos Grenadiers \| + 30" \| \| \| 4. \| Brent Van Moer \| Lotto Dstny \| + 36" \| \| \| 5. \| Daan Hoole \| Lidl-Trek \| + 50" \| \| \| 6. \| Bruno Armirail \| Groupama-FDJ \| + 1' 00" \| \| \| 7. \| Xandro Meurisse \| Alpecin-Deceuninck \| + 1' 24" \| \| \| 8. \| Jannik Steimle \| Soudal Quick-Step \| + 1' 29" \| \| \| 9. \| Thibault Guernalec \| Arkéa-Samsic \| + 1' 34" \| \| \| 10. \| Pierre-Luc Périchon \| Cofidis \| + 1' 36" \| \| |                     |                    |          |
| |                     |                    |          |
| Kilde: ProCyclingStats |                     |                    |          |
| Etaperesultat |                     |                    |          |
| Rytter | Rytter              | Hold               | Tid      |
| 1. | Filippo Ganna       | Ineos Grenadiers   | 38' 01"  |
| 2. | Joshua Tarling      | Ineos Grenadiers   | + 8"     |
| 3. | Connor Swift        | Ineos Grenadiers   | + 30"    |
| 4. | Brent Van Moer      | Lotto Dstny        | + 36"    |
| 5. | Daan Hoole          | Lidl-Trek          | + 50"    |
| 6. | Bruno Armirail      | Groupama-FDJ       | + 1' 00" |
| 7. | Xandro Meurisse     | Alpecin-Deceuninck | + 1' 24" |
| 8. | Jannik Steimle      | Soudal Quick-Step  | + 1' 29" |
| 9. | Thibault Guernalec  | Arkéa-Samsic       | + 1' 34" |
| 10. | Pierre-Luc Périchon | Cofidis            | + 1' 36" |

| \| Samlede stilling \| Samlede stilling \| Samlede stilling \| Samlede stilling \| Samlede stilling \| \| Rytter \| Rytter \| Hold \| Tid \| \| \| ---------------- \| ------------------- \| ---------------------- \| ---------------- \| ---------------- \| \| 1. \| Filippo Ganna \| Ineos Grenadiers \| 14t 02' 04" \| \| \| 2. \| Joshua Tarling \| Ineos Grenadiers \| + 18" \| \| \| 3. \| Connor Swift \| Ineos Grenadiers \| + 40" \| \| \| 4. \| Brent Van Moer \| Lotto Dstny \| + 43" \| \| \| 5. \| Xandro Meurisse \| Alpecin-Deceuninck \| + 1' 34" \| \| \| 6. \| Thibault Guernalec \| Arkéa-Samsic \| + 1' 44" \| \| \| 7. \| Pierre-Luc Périchon \| Cofidis \| + 1' 46" \| \| \| 8. \| Bauke Mollema \| Lidl-Trek \| + 2' 01" \| \| \| 9. \| Filippo Baroncini \| Lidl-Trek \| + 2' 02" \| \| \| 10. \| Niklas Larsen \| Uno-X Pro Cycling Team \| + 2' 10" \| \| |                     |                        |             |
| |                     |                        |             |
| Kilde: ProCyclingStats |                     |                        |             |
| Samlede stilling |                     |                        |             |
| Rytter | Rytter              | Hold                   | Tid         |
| 1. | Filippo Ganna       | Ineos Grenadiers       | 14t 02' 04" |
| 2. | Joshua Tarling      | Ineos Grenadiers       | + 18"       |
| 3. | Connor Swift        | Ineos Grenadiers       | + 40"       |
| 4. | Brent Van Moer      | Lotto Dstny            | + 43"       |
| 5. | Xandro Meurisse     | Alpecin-Deceuninck     | + 1' 34"    |
| 6. | Thibault Guernalec  | Arkéa-Samsic           | + 1' 44"    |
| 7. | Pierre-Luc Périchon | Cofidis                | + 1' 46"    |
| 8. | Bauke Mollema       | Lidl-Trek              | + 2' 01"    |
| 9. | Filippo Baroncini   | Lidl-Trek              | + 2' 02"    |
| 10. | Niklas Larsen       | Uno-X Pro Cycling Team | + 2' 10"    |

### 5. etape
| Banneux - Aubel | kuperet etape | (197,5 km) |

| \| Etaperesultat \| Etaperesultat \| Etaperesultat \| Etaperesultat \| Etaperesultat \| \| Rytter \| Rytter \| Hold \| Tid \| \| \| ------------- \| ----------------- \| ------------------- \| ------------- \| ------------- \| \| 1. \| Andrea Bagioli \| Soudal Quick-Step \| 5t 06' 11" \| \| \| 2. \| Stephen Williams \| Israel-Premier Tech \| + 0" \| \| \| 3. \| Arnaud De Lie \| Lotto Dstny \| + 0" \| \| \| 4. \| Timo Kielich \| Alpecin-Deceuninck \| + 0" \| \| \| 5. \| Jake Stewart \| Groupama-FDJ \| + 0" \| \| \| 6. \| Mathis Le Berre \| Arkéa-Samsic \| + 0" \| \| \| 7. \| Thibau Nys \| Lidl-Trek \| + 0" \| \| \| 8. \| Clément Venturini \| AG2R Citroën Team \| + 0" \| \| \| 9. \| Kenneth Van Rooy \| Bingoal WB \| + 0" \| \| \| 10. \| Stefano Oldani \| Alpecin-Deceuninck \| + 0" \| \| |                   |                     |            |
| |                   |                     |            |
| Kilde: ProCyclingStats |                   |                     |            |
| Etaperesultat |                   |                     |            |
| Rytter | Rytter            | Hold                | Tid        |
| 1. | Andrea Bagioli    | Soudal Quick-Step   | 5t 06' 11" |
| 2. | Stephen Williams  | Israel-Premier Tech | + 0"       |
| 3. | Arnaud De Lie     | Lotto Dstny         | + 0"       |
| 4. | Timo Kielich      | Alpecin-Deceuninck  | + 0"       |
| 5. | Jake Stewart      | Groupama-FDJ        | + 0"       |
| 6. | Mathis Le Berre   | Arkéa-Samsic        | + 0"       |
| 7. | Thibau Nys        | Lidl-Trek           | + 0"       |
| 8. | Clément Venturini | AG2R Citroën Team   | + 0"       |
| 9. | Kenneth Van Rooy  | Bingoal WB          | + 0"       |
| 10. | Stefano Oldani    | Alpecin-Deceuninck  | + 0"       |

## Trøjernes fordeling gennem løbet
| Etape    |               | Vinder _       | Samlede stilling | Pointtrøje       | Bjergtrøje  | Sprinttrøje      | Ungdomstrøje   | Mest angrebsivrige _ | Holdkonkurrence _  |
| -------- | ------------- | -------------- | ---------------- | ---------------- | ----------- | ---------------- | -------------- | -------------------- | ------------------ |
| 1. etape | kuperet etape | Filippo Ganna  | Filippo Ganna    | Filippo Ganna    | Johan Meens | Alex Colman      | Mathias Vacek  | Jonathan Couanon     | Alpecin-Deceuninck |
| 2. etape | flad etape    | Arnaud De Lie  | Arnaud De Lie    | Davide Ballerini | Johan Meens | Sander De Pestel | Arnaud De Lie  | Laurenz Rex          | Alpecin-Deceuninck |
| 3. etape | flad etape    | Timo Kielich   | Timo Kielich     | Timo Kielich     | Johan Meens | Alex Colman      | Timo Kielich   | Tord Gudmestad       | Alpecin-Deceuninck |
| 4. etape | enkeltstart   | Filippo Ganna  | Filippo Ganna    | Filippo Ganna    | Johan Meens | Alex Colman      | Joshua Tarling | ikke uddelt          | Ineos Grenadiers   |
| 5. etape | kuperet etape | Andrea Bagioli | Filippo Ganna    | Timo Kielich     | Johan Meens | Brent Van Moer   | Joshua Tarling | Mauro Schmid         | Ineos Grenadiers   |
| Samlet   | Samlet        |                | Filippo Ganna    | Timo Kielich     | Johan Meens | Brent Van Moer   | Joshua Tarling | ikke uddelt          | Ineos Grenadiers   |

## Resultater

### Samlede stilling
| \| Samlede stilling \| Samlede stilling \| Samlede stilling \| Samlede stilling \| Samlede stilling \| \| Rytter \| Rytter \| Hold \| Tid \| \| \| ---------------- \| ------------------- \| ------------------ \| ---------------- \| ---------------- \| \| 1. \| Filippo Ganna \| Ineos Grenadiers \| 19t 08' 14" \| \| \| 2. \| Joshua Tarling \| Ineos Grenadiers \| + 18" \| \| \| 3. \| Brent Van Moer \| Lotto Dstny \| + 40" \| \| \| 4. \| Connor Swift \| Ineos Grenadiers \| + 40" \| \| \| 5. \| Xandro Meurisse \| Alpecin-Deceuninck \| + 1' 34" \| \| \| 6. \| Thibault Guernalec \| Arkéa-Samsic \| + 1' 44" \| \| \| 7. \| Pierre-Luc Périchon \| Cofidis \| + 1' 46" \| \| \| 8. \| Bauke Mollema \| Lidl-Trek \| + 2' 01" \| \| \| 9. \| Filippo Baroncini \| Lidl-Trek \| + 2' 02" \| \| \| 10. \| Mauro Schmid \| Soudal Quick-Step \| + 2' 08" \| \| |                     |                    |             |
| |                     |                    |             |
| Kilde: ProCyclingStats |                     |                    |             |
| Samlede stilling |                     |                    |             |
| Rytter | Rytter              | Hold               | Tid         |
| 1. | Filippo Ganna       | Ineos Grenadiers   | 19t 08' 14" |
| 2. | Joshua Tarling      | Ineos Grenadiers   | + 18"       |
| 3. | Brent Van Moer      | Lotto Dstny        | + 40"       |
| 4. | Connor Swift        | Ineos Grenadiers   | + 40"       |
| 5. | Xandro Meurisse     | Alpecin-Deceuninck | + 1' 34"    |
| 6. | Thibault Guernalec  | Arkéa-Samsic       | + 1' 44"    |
| 7. | Pierre-Luc Périchon | Cofidis            | + 1' 46"    |
| 8. | Bauke Mollema       | Lidl-Trek          | + 2' 01"    |
| 9. | Filippo Baroncini   | Lidl-Trek          | + 2' 02"    |
| 10. | Mauro Schmid        | Soudal Quick-Step  | + 2' 08"    |

### Pointkonkurrencen
| Pointkonkurrence | Pointkonkurrence | Pointkonkurrence    | Pointkonkurrence | Pointkonkurrence |
| Rytter           | Rytter           | Hold                | Point            |                  |
| ---------------- | ---------------- | ------------------- | ---------------- | ---------------- |
| 1.               | Timo Kielich     | Alpecin-Deceuninck  | 54 point         |                  |
| 2.               | Filippo Ganna    | Ineos Grenadiers    | 50 point         |                  |
| 3.               | Arnaud De Lie    | Lotto Dstny         | 50 point         |                  |
| 4.               | Andrea Bagioli   | Soudal Quick-Step   | 25 point         |                  |
| 5.               | Thibau Nys       | Lidl-Trek           | 24 point         |                  |
| 6.               | Joshua Tarling   | Ineos Grenadiers    | 20 point         |                  |
| 7.               | Florian Sénéchal | Soudal Quick-Step   | 20 point         |                  |
| 8.               | Stephen Williams | Israel-Premier Tech | 20 point         |                  |
| 9.               | Jake Stewart     | Groupama-FDJ        | 16 point         |                  |
| 10.              | Connor Swift     | Ineos Grenadiers    | 15 point         |                  |

### Bjergkonkurrencen
| Bjergkonkurrence | Bjergkonkurrence        | Bjergkonkurrence      | Bjergkonkurrence | Bjergkonkurrence |
| Rytter           | Rytter                  | Hold                  | Point            |                  |
| ---------------- | ----------------------- | --------------------- | ---------------- | ---------------- |
| 1.               | Johan Meens             | Bingoal WB            | 64 point         |                  |
| 2.               | Ceriel Desal            | Bingoal WB            | 46 point         |                  |
| 3.               | Mauro Schmid            | Soudal Quick-Step     | 38 point         |                  |
| 4.               | Mauri Vansevenant       | Soudal Quick-Step     | 28 point         |                  |
| 5.               | Dries De Bondt          | Alpecin-Deceuninck    | 28 point         |                  |
| 6.               | Bruno Armirail          | Groupama-FDJ          | 16 point         |                  |
| 7.               | Sander De Pestel        | Team Flanders-Baloise | 10 point         |                  |
| 8.               | Amanuel Ghebreigzabhier | Lidl-Trek             | 6 point          |                  |
| 9.               | Joris Nieuwenhuis       | Baloise Trek Lions    | 4 point          |                  |
| 10.              | Pim Ronhaar             | Baloise Trek Lions    | 2 point          |                  |

### Ungdomskonkurrencen
| Ungdomskonkurrence | Ungdomskonkurrence | Ungdomskonkurrence    | Ungdomskonkurrence | Ungdomskonkurrence |
| Rytter             | Rytter             | Hold                  | Tid                |                    |
| ------------------ | ------------------ | --------------------- | ------------------ | ------------------ |
| 1.                 | Joshua Tarling     | Ineos Grenadiers      | 19t 08' 32"        |                    |
| 2.                 | Filippo Baroncini  | Lidl-Trek             | + 1' 44"           |                    |
| 3.                 | Mauro Schmid       | Soudal Quick-Step     | + 1' 50"           |                    |
| 4.                 | Paul Lapeira       | AG2R Citroën Team     | + 2' 12"           |                    |
| 5.                 | Jenno Berckmoes    | Team Flanders-Baloise | + 2' 38"           |                    |
| 6.                 | Timo Kielich       | Alpecin-Deceuninck    | + 2' 57"           |                    |
| 7.                 | Enzo Paleni        | Groupama-FDJ          | + 2' 57"           |                    |
| 8.                 | Arnaud De Lie      | Lotto Dstny           | + 2' 58"           |                    |
| 9.                 | Jake Stewart       | Groupama-FDJ          | + 3' 26"           |                    |
| 10.                | Mathis Le Berre    | Arkéa-Samsic          | + 3' 59"           |                    |

### Holdkonkurrencen
| Holdkonkurrence | Holdkonkurrence          | Holdkonkurrence | Holdkonkurrence |
| Hold            | Hold                     | Tid             |                 |
| --------------- | ------------------------ | --------------- | --------------- |
| 1.              | Ineos Grenadiers         | 57t 25' 50"     |                 |
| 2.              | Lidl-Trek                | + 3' 55"        |                 |
| 3.              | Soudal Quick-Step        | + 4' 44"        |                 |
| 4.              | Alpecin-Deceuninck       | + 5' 59"        |                 |
| 5.              | Lotto Dstny              | + 6' 30"        |                 |
| 6.              | Intermarché-Circus-Wanty | + 6' 45"        |                 |
| 7.              | Groupama-FDJ             | + 7' 09"        |                 |
| 8.              | AG2R Citroën Team        | + 7' 32"        |                 |
| 9.              | Cofidis                  | + 8' 16"        |                 |
| 10.             | Israel-Premier Tech      | + 8' 41"        |                 |

## Hold og ryttere
| UCI WorldTeams (9)- AG2R Citroën Team - Alpecin-Deceuninck - Cofidis - Groupama-FDJ - Ineos Grenadiers - Intermarché-Circus-Wanty - Lidl-Trek - Soudal Quick-Step - Arkéa-Samsic UCI ProTeams (5)- Bingoal WB - Israel-Premier Tech - Lotto Dstny - Team Flanders-Baloise - Uno-X Pro Cycling Team UCI Kontinentalhold (3)- Baloise Trek Lions - Matériel-vélo.com - Tarteletto-Isorex |
| |

### Danske ryttere
| Danske ryttere på startlisten |                |                        |           |
| Rygnummer                     | Rytter         | Hold                   | Placering |
| 131                           | Louis Bendixen | Uno-X Pro Cycling Team | 100       |
| 137                           | Niklas Larsen  | Uno-X Pro Cycling Team | 11        |

* DNF = gennemførte ikke

### Startliste
| Alpecin-Deceuninck ADC | Alpecin-Deceuninck ADC  | Alpecin-Deceuninck ADC |
| ---------------------- | ----------------------- | ---------------------- |
| Nr.                    | Rytter                  | Placering              |
| 1                      | Robert Stannard (AUS)   | 19.                    |
| 2                      | Dries De Bondt (BEL)    | 67.                    |
| 3                      | Timo Kielich (BEL)      | 25.                    |
| 4                      | Stefano Oldani (ITA)    | 28.                    |
| 5                      | Kristian Sbaragli (ITA) | 30.                    |
| 6                      | Gianni Vermeersch (BEL) | 17.                    |
| 7                      | Xandro Meurisse (BEL)   | 5.                     |

| AG2R Citroën Team ACT | AG2R Citroën Team ACT   | AG2R Citroën Team ACT |
| --------------------- | ----------------------- | --------------------- |
| Nr.                   | Rytter                  | Placering             |
| 11                    | Greg Van Avermaet (BEL) | 18.                   |
| 12                    | Franck Bonnamour (FRA)  | 29.                   |
| 13                    | Paul Lapeira (FRA)      | 15.                   |
| 14                    | Marc Sarreau (FRA)      | DNF-5                 |
| 15                    | Damien Touzé (FRA)      | 31.                   |
| 16                    | Antoine Raugel (FRA)    | DNF-5                 |
| 17                    | Clément Venturini (FRA) | 42.                   |

| Cofidis COF | Cofidis COF               | Cofidis COF |
| ----------- | ------------------------- | ----------- |
| Nr.         | Rytter                    | Placering   |
| 21          | Jelle Wallays (BEL)       | DNF-5       |
| 22          | Simone Consonni (ITA)     | DNF-5       |
| 23          | Alexandre Delettre (FRA)  | 32.         |
| 24          | Eddy Finé (FRA)           | 55.         |
| 25          | Axel Mariault (FRA)       | 35.         |
| 26          | Christophe Noppe (BEL)    | 69.         |
| 27          | Pierre-Luc Périchon (FRA) | 7.          |

| Groupama-FDJ GFC | Groupama-FDJ GFC          | Groupama-FDJ GFC |
| ---------------- | ------------------------- | ---------------- |
| Nr.              | Rytter                    | Placering        |
| 31               | Jake Stewart (GBR)        | 33.              |
| 32               | Bruno Armirail (FRA)      | 58.              |
| 33               | Ignatas Konovalovas (LTU) | 66.              |
| 34               | Fabian Lienhard (SUI)     | 43.              |
| 35               | Enzo Paleni (FRA)         | 26.              |
| 36               | Laurence Pithie (NZL)     | 49.              |
| 37               | Miles Scotson (AUS)       | DNS-3            |

| Lotto Dstny LTD | Lotto Dstny LTD          | Lotto Dstny LTD |
| --------------- | ------------------------ | --------------- |
| Nr.             | Rytter                   | Placering       |
| 41              | Arnaud De Lie (BEL)      | 27.             |
| 42              | Axel De Lie (BEL)        | DNF-5           |
| 43              | Cedric Beullens (BEL)    | 48.             |
| 44              | Jarrad Drizners (AUS)    | 68.             |
| 45              | Sébastien Grignard (BEL) | 62.             |
| 46              | Arjen Livyns (BEL)       | 46.             |
| 47              | Brent Van Moer (BEL)     | 3.              |

| Ineos Grenadiers IGD | Ineos Grenadiers IGD               | Ineos Grenadiers IGD |
| -------------------- | ---------------------------------- | -------------------- |
| Nr.                  | Rytter                             | Placering            |
| 51                   | Filippo Ganna (ITA) (enkeltstart)  | 1.                   |
| 52                   | Luke Plapp (AUS) (landevej)        | DNF-5                |
| 53                   | Luke Rowe (GBR)                    | 70.                  |
| 54                   | Ben Swift (GBR)                    | 72.                  |
| 55                   | Connor Swift (GBR)                 | 4.                   |
| 56                   | Joshua Tarling (GBR) (enkeltstart) | 2.                   |
| 57                   | Elia Viviani (ITA)                 | DNF-5                |

| Intermarché-Circus-Wanty ICW | Intermarché-Circus-Wanty ICW | Intermarché-Circus-Wanty ICW |
| ---------------------------- | ---------------------------- | ---------------------------- |
| Nr.                          | Rytter                       | Placering                    |
| 61                           | Sven Erik Bystrøm (NOR)      | DNF-2                        |
| 62                           | Aimé De Gendt (BEL)          | 22.                          |
| 63                           | Arne Marit (BEL)             | DNF-5                        |
| 64                           | Laurens Huys (BEL)           | 59.                          |
| 65                           | Laurenz Rex (BEL)            | DNF-5                        |
| 66                           | Loïc Vliegen (BEL)           | 16.                          |
| 67                           | Lorenzo Rota (ITA)           | 13.                          |

| Lidl-Trek LTK | Lidl-Trek LTK                               | Lidl-Trek LTK |
| ------------- | ------------------------------------------- | ------------- |
| Nr.           | Rytter                                      | Placering     |
| 71            | Filippo Baroncini (ITA)                     | 9.            |
| 72            | Amanuel Ghebreigzabhier (ERI) (enkeltstart) | 63.           |
| 73            | Daan Hoole (NED)                            | 57.           |
| 74            | Bauke Mollema (NED)                         | 8.            |
| 75            | Thibau Nys (BEL)                            | 44.           |
| 76            | Edward Theuns (BEL)                         | 20.           |
| 77            | Mathias Vacek (CZE) (landevej)              | DNF-3         |

| Soudal Quick-Step SOQ | Soudal Quick-Step SOQ   | Soudal Quick-Step SOQ |
| --------------------- | ----------------------- | --------------------- |
| Nr.                   | Rytter                  | Placering             |
| 81                    | Davide Ballerini (ITA)  | DNS-4                 |
| 82                    | Andrea Bagioli (ITA)    | 12.                   |
| 83                    | Jannik Steimle (GER)    | 51.                   |
| 84                    | Mauro Schmid (SUI)      | 10.                   |
| 85                    | Stan Van Tricht (BEL)   | 39.                   |
| 86                    | Florian Sénéchal (FRA)  | 14.                   |
| 87                    | Mauri Vansevenant (BEL) | 24.                   |

| Arkéa-Samsic ARK | Arkéa-Samsic ARK         | Arkéa-Samsic ARK |
| ---------------- | ------------------------ | ---------------- |
| Nr.              | Rytter                   | Placering        |
| 91               | Ewen Costiou (FRA)       | DNF-3            |
| 92               | Thibault Guernalec (FRA) | 6.               |
| 93               | Michel Ries (LUX)        | DNF-1            |
| 94               | Mathis Le Berre (FRA)    | 38.              |
| 96               | Alan Riou (FRA)          | DNF-5            |

| Bingoal WB BWB | Bingoal WB BWB         | Bingoal WB BWB |
| -------------- | ---------------------- | -------------- |
| Nr.            | Rytter                 | Placering      |
| 101            | Ceriel Desal (BEL)     | 64.            |
| 102            | Johan Meens (BEL)      | 61.            |
| 103            | Dimitri Peyskens (BEL) | DNF-3          |
| 104            | Ludovic Robeet (BEL)   | DNF-5          |
| 105            | Marco Tizza (ITA)      | 47.            |
| 106            | Luca Van Boven (BEL)   | 50.            |
| 107            | Kenneth Van Rooy (BEL) | 37.            |

| Israel-Premier Tech IPT | Israel-Premier Tech IPT | Israel-Premier Tech IPT |
| ----------------------- | ----------------------- | ----------------------- |
| Nr.                     | Rytter                  | Placering               |
| 111                     | Omer Goldstein (ISR)    | 23.                     |
| 112                     | Reto Hollenstein (SUI)  | 36.                     |
| 113                     | Ben Hermans (BEL)       | DNF-2                   |
| 114                     | Giacomo Nizzolo (ITA)   | DNF-5                   |
| 115                     | Jens Reynders (BEL)     | 45.                     |
| 116                     | Stephen Williams (GBR)  | 60.                     |
| 117                     | Tom Van Asbroeck (BEL)  | 40.                     |

| Team Flanders-Baloise TFB | Team Flanders-Baloise TFB | Team Flanders-Baloise TFB |
| ------------------------- | ------------------------- | ------------------------- |
| Nr.                       | Rytter                    | Placering                 |
| 121                       | Jenno Berckmoes (BEL)     | 21.                       |
| 122                       | Vito Braet (BEL)          | DNF-5                     |
| 123                       | Alex Colman (BEL)         | DNF-5                     |
| 124                       | Sander De Pestel (BEL)    | 41.                       |
| 125                       | Gilles De Wilde (BEL)     | DNF                       |
| 126                       | Aaron Van Poucke (BEL)    | 34.                       |
| 127                       | Ward Vanhoof (BEL)        | DNF-5                     |

| Uno-X Pro Cycling Team UXT | Uno-X Pro Cycling Team UXT   | Uno-X Pro Cycling Team UXT |
| -------------------------- | ---------------------------- | -------------------------- |
| Nr.                        | Rytter                       | Placering                  |
| 131                        | Louis Bendixen (DEN)         | DNF-5                      |
| 132                        | Erlend Blikra (NOR)          | DNF-5                      |
| 133                        | Martin Bugge Urianstad (NOR) | 54.                        |
| 134                        | Tord Gudmestad (NOR)         | DNF-5                      |
| 135                        | Ådne Holter (NOR)            | DNF-5                      |
| 136                        | Sakarias Koller Løland (NOR) | 71.                        |
| 137                        | Niklas Larsen (DEN)          | 11.                        |

| Baloise Trek Lions TBL | Baloise Trek Lions TBL  | Baloise Trek Lions TBL |
| ---------------------- | ----------------------- | ---------------------- |
| Nr.                    | Rytter                  | Placering              |
| 141                    | Pim Ronhaar (NED)       | 53.                    |
| 142                    | Lars van der Haar (NED) | 52.                    |
| 143                    | Joris Nieuwenhuis (NED) | 56.                    |
| 145                    | Olivier Godfroid (BEL)  | DNF-5                  |
| 146                    | Daan Mariën (BEL)       | 65.                    |
| 147                    | Ward Huybs (BEL)        | DNF-5                  |

| Matériel-vélo.com GDM | Matériel-vélo.com GDM       | Matériel-vélo.com GDM |
| --------------------- | --------------------------- | --------------------- |
| Nr.                   | Rytter                      | Placering             |
| 151                   | Alessandro Tuscano (BEL)    | HD-4                  |
| 152                   | Robbe De Ryck (BEL)         | DNF-5                 |
| 153                   | Enrico Dhaeye (BEL)         | DNF-5                 |
| 154                   | Gleb Karpenko (EST)         | DNF-5                 |
| 155                   | Alexandre Kess (LUX)        | DNF-5                 |
| 156                   | Tristan Scherpenbergh (BEL) | DNF-5                 |
| 157                   | Theo Bonnet (BEL)           | DNF-5                 |

| Nice Métropole Côte d'Azur NMC | Nice Métropole Côte d'Azur NMC | Nice Métropole Côte d'Azur NMC |
| ------------------------------ | ------------------------------ | ------------------------------ |
| Nr.                            | Rytter                         | Placering                      |
| 161                            | Jonathan Couanon (FRA)         | DNF-5                          |
| 162                            | Damien Girard (FRA)            | DNF-5                          |
| 163                            | Paul Hennequin (FRA)           | DNS-4                          |
| 164                            | Maxime Urruty (FRA)            | DNF-5                          |
| 165                            | Jean-Louis Le Ny (FRA)         | DNF-5                          |
| 166                            | Andrea Mifsud                  | DNF-5                          |
| 167                            | Axel Narbonne-Zuccarelli (FRA) | DNF-5                          |

| Alpecin-Deceuninck ADC | Alpecin-Deceuninck ADC  | Alpecin-Deceuninck ADC |
| ---------------------- | ----------------------- | ---------------------- |
| Nr.                    | Rytter                  | Placering              |
| 1                      | Robert Stannard (AUS)   | 19.                    |
| 2                      | Dries De Bondt (BEL)    | 67.                    |
| 3                      | Timo Kielich (BEL)      | 25.                    |
| 4                      | Stefano Oldani (ITA)    | 28.                    |
| 5                      | Kristian Sbaragli (ITA) | 30.                    |
| 6                      | Gianni Vermeersch (BEL) | 17.                    |
| 7                      | Xandro Meurisse (BEL)   | 5.                     |

| AG2R Citroën Team ACT | AG2R Citroën Team ACT   | AG2R Citroën Team ACT |
| --------------------- | ----------------------- | --------------------- |
| Nr.                   | Rytter                  | Placering             |
| 11                    | Greg Van Avermaet (BEL) | 18.                   |
| 12                    | Franck Bonnamour (FRA)  | 29.                   |
| 13                    | Paul Lapeira (FRA)      | 15.                   |
| 14                    | Marc Sarreau (FRA)      | DNF-5                 |
| 15                    | Damien Touzé (FRA)      | 31.                   |
| 16                    | Antoine Raugel (FRA)    | DNF-5                 |
| 17                    | Clément Venturini (FRA) | 42.                   |

| Cofidis COF | Cofidis COF               | Cofidis COF |
| ----------- | ------------------------- | ----------- |
| Nr.         | Rytter                    | Placering   |
| 21          | Jelle Wallays (BEL)       | DNF-5       |
| 22          | Simone Consonni (ITA)     | DNF-5       |
| 23          | Alexandre Delettre (FRA)  | 32.         |
| 24          | Eddy Finé (FRA)           | 55.         |
| 25          | Axel Mariault (FRA)       | 35.         |
| 26          | Christophe Noppe (BEL)    | 69.         |
| 27          | Pierre-Luc Périchon (FRA) | 7.          |

| Groupama-FDJ GFC | Groupama-FDJ GFC          | Groupama-FDJ GFC |
| ---------------- | ------------------------- | ---------------- |
| Nr.              | Rytter                    | Placering        |
| 31               | Jake Stewart (GBR)        | 33.              |
| 32               | Bruno Armirail (FRA)      | 58.              |
| 33               | Ignatas Konovalovas (LTU) | 66.              |
| 34               | Fabian Lienhard (SUI)     | 43.              |
| 35               | Enzo Paleni (FRA)         | 26.              |
| 36               | Laurence Pithie (NZL)     | 49.              |
| 37               | Miles Scotson (AUS)       | DNS-3            |

| Lotto Dstny LTD | Lotto Dstny LTD          | Lotto Dstny LTD |
| --------------- | ------------------------ | --------------- |
| Nr.             | Rytter                   | Placering       |
| 41              | Arnaud De Lie (BEL)      | 27.             |
| 42              | Axel De Lie (BEL)        | DNF-5           |
| 43              | Cedric Beullens (BEL)    | 48.             |
| 44              | Jarrad Drizners (AUS)    | 68.             |
| 45              | Sébastien Grignard (BEL) | 62.             |
| 46              | Arjen Livyns (BEL)       | 46.             |
| 47              | Brent Van Moer (BEL)     | 3.              |

| Ineos Grenadiers IGD | Ineos Grenadiers IGD               | Ineos Grenadiers IGD |
| -------------------- | ---------------------------------- | -------------------- |
| Nr.                  | Rytter                             | Placering            |
| 51                   | Filippo Ganna (ITA) (enkeltstart)  | 1.                   |
| 52                   | Luke Plapp (AUS) (landevej)        | DNF-5                |
| 53                   | Luke Rowe (GBR)                    | 70.                  |
| 54                   | Ben Swift (GBR)                    | 72.                  |
| 55                   | Connor Swift (GBR)                 | 4.                   |
| 56                   | Joshua Tarling (GBR) (enkeltstart) | 2.                   |
| 57                   | Elia Viviani (ITA)                 | DNF-5                |

| Intermarché-Circus-Wanty ICW | Intermarché-Circus-Wanty ICW | Intermarché-Circus-Wanty ICW |
| ---------------------------- | ---------------------------- | ---------------------------- |
| Nr.                          | Rytter                       | Placering                    |
| 61                           | Sven Erik Bystrøm (NOR)      | DNF-2                        |
| 62                           | Aimé De Gendt (BEL)          | 22.                          |
| 63                           | Arne Marit (BEL)             | DNF-5                        |
| 64                           | Laurens Huys (BEL)           | 59.                          |
| 65                           | Laurenz Rex (BEL)            | DNF-5                        |
| 66                           | Loïc Vliegen (BEL)           | 16.                          |
| 67                           | Lorenzo Rota (ITA)           | 13.                          |

| Lidl-Trek LTK | Lidl-Trek LTK                               | Lidl-Trek LTK |
| ------------- | ------------------------------------------- | ------------- |
| Nr.           | Rytter                                      | Placering     |
| 71            | Filippo Baroncini (ITA)                     | 9.            |
| 72            | Amanuel Ghebreigzabhier (ERI) (enkeltstart) | 63.           |
| 73            | Daan Hoole (NED)                            | 57.           |
| 74            | Bauke Mollema (NED)                         | 8.            |
| 75            | Thibau Nys (BEL)                            | 44.           |
| 76            | Edward Theuns (BEL)                         | 20.           |
| 77            | Mathias Vacek (CZE) (landevej)              | DNF-3         |

| Soudal Quick-Step SOQ | Soudal Quick-Step SOQ   | Soudal Quick-Step SOQ |
| --------------------- | ----------------------- | --------------------- |
| Nr.                   | Rytter                  | Placering             |
| 81                    | Davide Ballerini (ITA)  | DNS-4                 |
| 82                    | Andrea Bagioli (ITA)    | 12.                   |
| 83                    | Jannik Steimle (GER)    | 51.                   |
| 84                    | Mauro Schmid (SUI)      | 10.                   |
| 85                    | Stan Van Tricht (BEL)   | 39.                   |
| 86                    | Florian Sénéchal (FRA)  | 14.                   |
| 87                    | Mauri Vansevenant (BEL) | 24.                   |

| Arkéa-Samsic ARK | Arkéa-Samsic ARK         | Arkéa-Samsic ARK |
| ---------------- | ------------------------ | ---------------- |
| Nr.              | Rytter                   | Placering        |
| 91               | Ewen Costiou (FRA)       | DNF-3            |
| 92               | Thibault Guernalec (FRA) | 6.               |
| 93               | Michel Ries (LUX)        | DNF-1            |
| 94               | Mathis Le Berre (FRA)    | 38.              |
| 96               | Alan Riou (FRA)          | DNF-5            |

| Bingoal WB BWB | Bingoal WB BWB         | Bingoal WB BWB |
| -------------- | ---------------------- | -------------- |
| Nr.            | Rytter                 | Placering      |
| 101            | Ceriel Desal (BEL)     | 64.            |
| 102            | Johan Meens (BEL)      | 61.            |
| 103            | Dimitri Peyskens (BEL) | DNF-3          |
| 104            | Ludovic Robeet (BEL)   | DNF-5          |
| 105            | Marco Tizza (ITA)      | 47.            |
| 106            | Luca Van Boven (BEL)   | 50.            |
| 107            | Kenneth Van Rooy (BEL) | 37.            |

| Israel-Premier Tech IPT | Israel-Premier Tech IPT | Israel-Premier Tech IPT |
| ----------------------- | ----------------------- | ----------------------- |
| Nr.                     | Rytter                  | Placering               |
| 111                     | Omer Goldstein (ISR)    | 23.                     |
| 112                     | Reto Hollenstein (SUI)  | 36.                     |
| 113                     | Ben Hermans (BEL)       | DNF-2                   |
| 114                     | Giacomo Nizzolo (ITA)   | DNF-5                   |
| 115                     | Jens Reynders (BEL)     | 45.                     |
| 116                     | Stephen Williams (GBR)  | 60.                     |
| 117                     | Tom Van Asbroeck (BEL)  | 40.                     |

| Team Flanders-Baloise TFB | Team Flanders-Baloise TFB | Team Flanders-Baloise TFB |
| ------------------------- | ------------------------- | ------------------------- |
| Nr.                       | Rytter                    | Placering                 |
| 121                       | Jenno Berckmoes (BEL)     | 21.                       |
| 122                       | Vito Braet (BEL)          | DNF-5                     |
| 123                       | Alex Colman (BEL)         | DNF-5                     |
| 124                       | Sander De Pestel (BEL)    | 41.                       |
| 125                       | Gilles De Wilde (BEL)     | DNF                       |
| 126                       | Aaron Van Poucke (BEL)    | 34.                       |
| 127                       | Ward Vanhoof (BEL)        | DNF-5                     |

| Uno-X Pro Cycling Team UXT | Uno-X Pro Cycling Team UXT   | Uno-X Pro Cycling Team UXT |
| -------------------------- | ---------------------------- | -------------------------- |
| Nr.                        | Rytter                       | Placering                  |
| 131                        | Louis Bendixen (DEN)         | DNF-5                      |
| 132                        | Erlend Blikra (NOR)          | DNF-5                      |
| 133                        | Martin Bugge Urianstad (NOR) | 54.                        |
| 134                        | Tord Gudmestad (NOR)         | DNF-5                      |
| 135                        | Ådne Holter (NOR)            | DNF-5                      |
| 136                        | Sakarias Koller Løland (NOR) | 71.                        |
| 137                        | Niklas Larsen (DEN)          | 11.                        |

| Baloise Trek Lions TBL | Baloise Trek Lions TBL  | Baloise Trek Lions TBL |
| ---------------------- | ----------------------- | ---------------------- |
| Nr.                    | Rytter                  | Placering              |
| 141                    | Pim Ronhaar (NED)       | 53.                    |
| 142                    | Lars van der Haar (NED) | 52.                    |
| 143                    | Joris Nieuwenhuis (NED) | 56.                    |
| 145                    | Olivier Godfroid (BEL)  | DNF-5                  |
| 146                    | Daan Mariën (BEL)       | 65.                    |
| 147                    | Ward Huybs (BEL)        | DNF-5                  |

| Matériel-vélo.com GDM | Matériel-vélo.com GDM       | Matériel-vélo.com GDM |
| --------------------- | --------------------------- | --------------------- |
| Nr.                   | Rytter                      | Placering             |
| 151                   | Alessandro Tuscano (BEL)    | HD-4                  |
| 152                   | Robbe De Ryck (BEL)         | DNF-5                 |
| 153                   | Enrico Dhaeye (BEL)         | DNF-5                 |
| 154                   | Gleb Karpenko (EST)         | DNF-5                 |
| 155                   | Alexandre Kess (LUX)        | DNF-5                 |
| 156                   | Tristan Scherpenbergh (BEL) | DNF-5                 |
| 157                   | Theo Bonnet (BEL)           | DNF-5                 |

| Nice Métropole Côte d'Azur NMC | Nice Métropole Côte d'Azur NMC | Nice Métropole Côte d'Azur NMC |
| ------------------------------ | ------------------------------ | ------------------------------ |
| Nr.                            | Rytter                         | Placering                      |
| 161                            | Jonathan Couanon (FRA)         | DNF-5                          |
| 162                            | Damien Girard (FRA)            | DNF-5                          |
| 163                            | Paul Hennequin (FRA)           | DNS-4                          |
| 164                            | Maxime Urruty (FRA)            | DNF-5                          |
| 165                            | Jean-Louis Le Ny (FRA)         | DNF-5                          |
| 166                            | Andrea Mifsud                  | DNF-5                          |
| 167                            | Axel Narbonne-Zuccarelli (FRA) | DNF-5                          |